# 吉娜·科拉塔
吉娜·科拉塔（英語：Gina Bari Kolata，1948年2月25日—）是一位美国科学记者，《纽约时报》科学专栏作家，主要作品有《克隆：通向多利之路及展望》（Clone: The Road to Dolly, and the Path Ahead）、《流行性感冒: 1918流感全球大流行及致命病毒之發現》（Flu: The Story of the Great Influenza Pandemic of 1918 and the Search for the Virus that Caused It）等。

## 个人生活
吉娜的娘家姓为巴里：Bari，她的母亲露丝·阿伦森·巴里（Ruth Aaronson Bari）是一位犹太裔数学家，父亲是意大利裔钻石商人，她的一个姐姐朱迪·巴里（Judi Bari）是一个环保活动家。